# Питомник растений

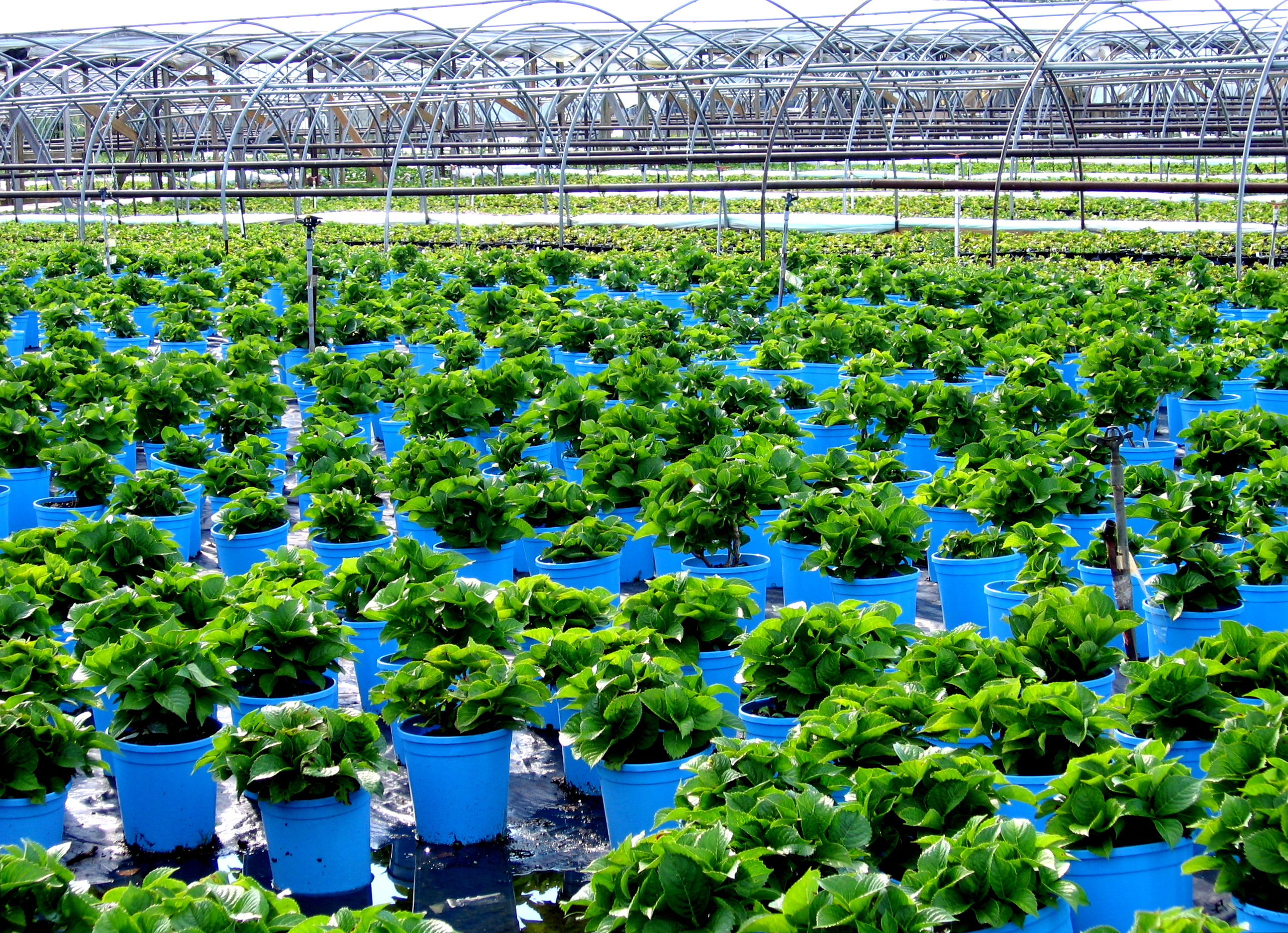
Растения в питомнике

Питомник — место, где растения размножают и выращивают до желаемого размера (кондиции). В основном речь идет о растениях для садоводства, лесного хозяйства, зеленого строительства или природоохранных насаждений, а не для сельского хозяйства. К ним относятся розничные питомники, которые продают посадочный материал населению; оптовые питомники, которые продают посадочный материал другим предприятиям — другим питомникам и ландшафтным фирмам; и частные питомники, которые удовлетворяют потребности учреждений или частных поместий. Некоторые из них занимаются селекцией новых сортов растений.
Питомниковод — человек, который владеет питомником или работает в нём.
Некоторые питомники специализируются в определенных областях, которые могут включать: размножение и продажу укорененных черенков или растениями с голой корневой системой другим питомникам; доращивание растительных материалов до товарного размера или розничная продажа. Питомники также могут специализироваться на выращивании одного типа растений, например, почвопокровных, тенистых растений или растений для альпинариев. Некоторые производят крупный тираж, будь то саженцы или привитые деревья, определенных сортов для таких целей, как плодовые деревья для садов или древесные деревья для лесного хозяйства. Некоторые производители выращивают урожай сезонно, готовый весной для экспорта в более холодные регионы, где размножение нельзя было начать так рано, или в регионы, где сезонные вредители мешают прибыльному выращиванию в начале сезона.

## Питомники
Существует ряд различных типов питомников, в целом сгруппированных как оптовые или розничные питомники, с некоторым совпадением в зависимости от конкретной операции. Оптовые питомники производят растения в больших количествах, которые продаются розничным питомникам, ландшафтным дизайнерам, садовым центрам и другим торговым точкам, которые затем продаются населению. 
Оптовые питомники могут быть небольшими предприятиями, которые выращивают определенный тип растений, используя небольшой участок земли, или очень крупными предприятиями, занимающими много акров. Они размножают растительный материал или покупают растения в других питомниках, которые могут включать укорененные или неукорененные черенки, или небольшие укоренившиеся растения или выращенные в поле растения с голыми корнями, которые сажают и выращивают до желаемого размера. Некоторые оптовые питомники производят растения по контракту для других, которые размещают заказ на определенное количество и размер растений, в то время как другие производят широкий спектр растений, которые предлагаются для продажи другим питомникам и ландшафтным дизайнерам и продаются в порядке очереди.
Розничные питомники продают растения, готовые к размещению в ландшафте или использованию в домах и на предприятиях.

## Методы

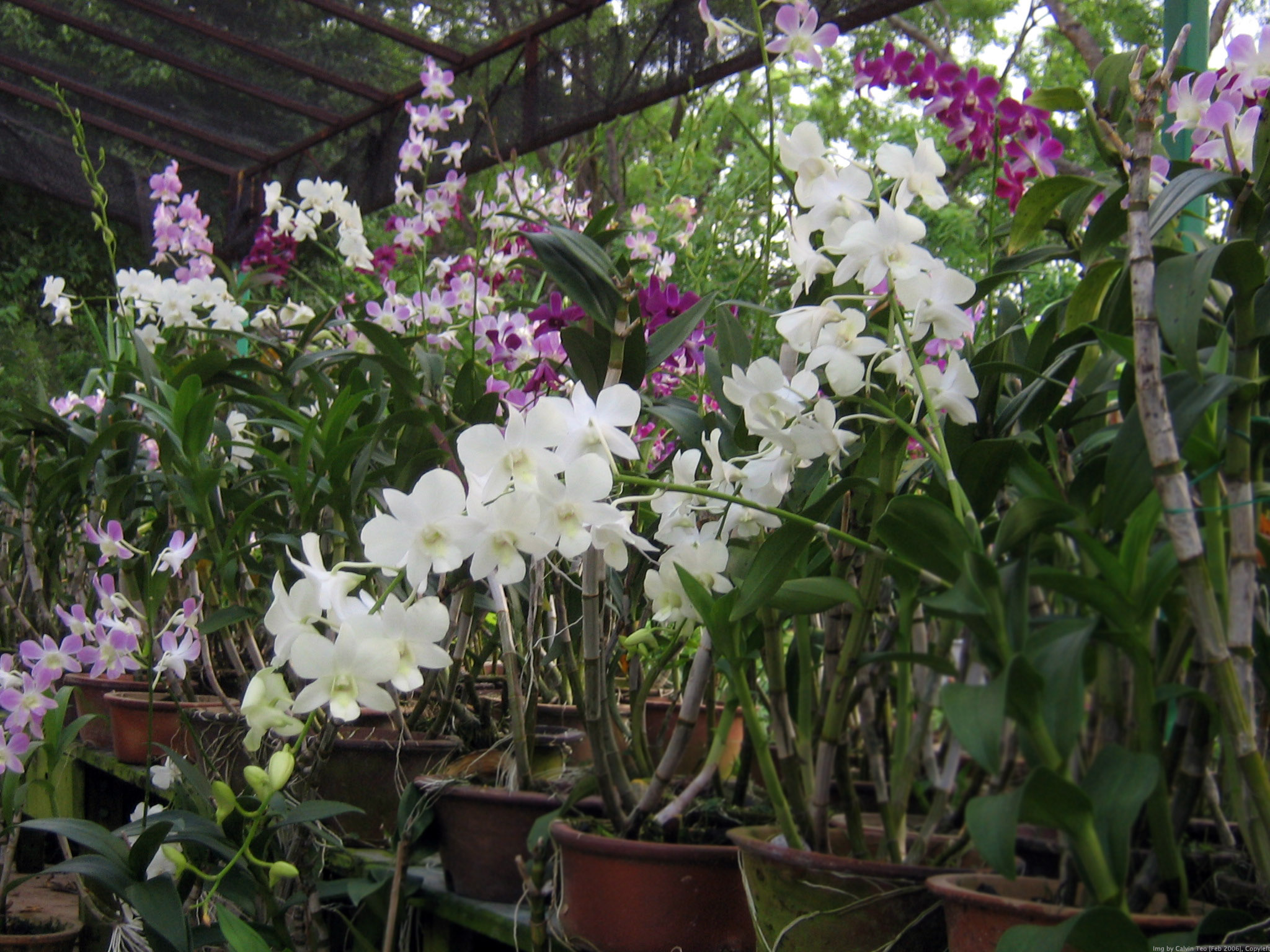
Небольшой питомник с цветущими орхидеями.

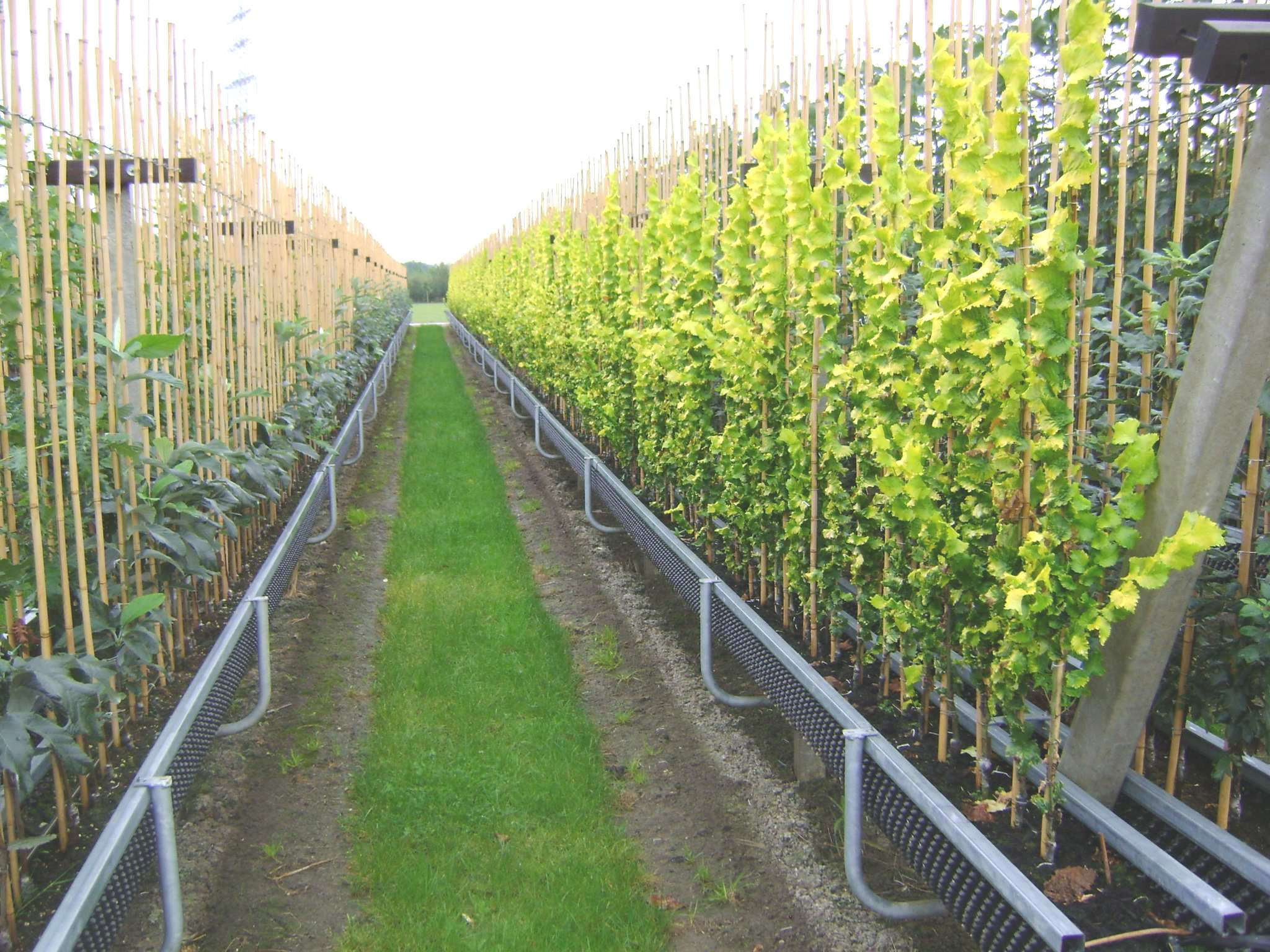
Питомник деревьев использует желоба для снижения затрат на выращивание

Питомники, специализирующиеся на размножении, производят новые растения из семян, черенков, культуры тканей, прививки или деления. Затем растения выращивают до товарного размера и либо продают другим питомникам, которые могут продолжать выращивать растения в больших контейнерах, либо выращивают их в полевых условиях до желаемого размера. Питомники по размножению также могут продавать посадочный материал, достаточно большой для розничной продажи, и, таким образом, продавать его напрямую розничным питомникам или садовым центрам (которые редко размножают свои собственные растения). 
Питомники могут производить растения для лесовосстановления, зоопарков, парков и городов. Питомники деревьев в США производят около 1,3 миллиарда саженцев в год для лесовосстановления. 
Питомники выращивают растения в открытом грунте, на контейнерных полях, в туннелях или теплицах. В открытом грунте в питомниках выращивают декоративные деревья, кустарники и травянистые многолетники. На контейнерных полях в питомниках выращивают небольшие деревья, кустарники и травянистые растения, обычно предназначенные для продажи в садовых центрах. Они имеют надлежащую вентиляцию, солнечный свет и т. д. Растения можно выращивать из семян, но наиболее распространенным методом является посадка черенков, которые можно взять с кончиков побегов или корней.

## Агротехнические приёмы
С целью подготовки посадочного материала, более способного противостоять стрессам после высадки, были предприняты попытки или разработаны и применены к посадочному материалу различные методы обработки. Buse and Day (1989) , например, изучали влияние кондиционирования рассады белой и черной ели на их морфологию, физиологию и последующую производительность после пересадки. Обрезка корней, вырывание и удобрение калием на 375 кг/га были применены обработки. Корневая обрезка и выкручивание изменили подвои в питомнике за счет уменьшения высоты, диаметра корневой шейки, соотношения побегов и корней и размера почек, но не улучшили приживаемость или рост после посадки. Внесение удобрений уменьшило рост корней у черной ели, но не у белой ели.

### Закалка, морозостойкость
Саженцы различаются по своей восприимчивости к заморозкам. Ущерб может быть катастрофическим, если «незакаленные» саженцы подвергаются воздействию мороза. Морозостойкость можно определить как минимальную температуру, при которой определенный процент случайной популяции сеянцев выживает или выдерживает заданный уровень повреждения (Симинович, 1963, Тиммис и Уорролл, 1975).   Обычно используется термин LT 50 (летальная температура для 50% популяции). Определение морозостойкости в Онтарио основано на утечке электролита из оконечных наконечников главного штока 2. см до 3 см длиной в еженедельных выборках (Коломбо и Хики, 1987).  Наконечники замораживают, затем оттаивают, погружают в дистиллированную воду, электрическая проводимость которой зависит от степени разрыва клеточных мембран при замораживании высвобождающегося электролита. А −15 Уровень морозостойкости °C был использован для определения готовности тарного фонда к вывозу из теплицы, а -40 °C был уровнем, определяющим готовность к хранению в замороженном виде (Коломбо, 1997 г.). 
В более ранней технике рассаду в горшках помещали в морозильную камеру и охлаждали до определенного уровня в течение определенного времени; через несколько дней после удаления сеянцы оценивали на наличие повреждений с использованием различных критериев, включая запах, общий внешний вид и исследование камбиальной ткани (Ritchie, 1982). 
Подвой для осенней посадки должен быть хорошо закален. Сеянцы хвойных считаются закаленными, когда сформировались верхушечные почки, а ткани стебля и корня прекратили рост. Другими характеристиками, которые у некоторых видов указывают на состояние покоя, являются цвет и жесткость хвои, но они не проявляются у белой ели.

## Лесные питомники
Будь то в лесу или в питомнике, на рост саженцев фундаментальное влияние оказывает плодородие почвы, но плодородие почвы питомника легко поддается мелиорации, в гораздо большей степени, чем лесная почва.
Азот, фосфор и калий регулярно вносятся в качестве удобрений, а кальций и магний — изредка. Применение азотных удобрений не накапливается в почве для создания какого-либо заметного хранилища доступного азота для будущих культур. Однако фосфор и калий могут накапливаться в виде хранилища, доступного в течение длительного времени.
Удобрение позволяет росту рассады продолжаться дольше в течение вегетационного периода, чем неудобренный материал; удобренная белая ель достигла вдвое большей высоты, чем неудобренная. Высокая плодородность среды для укоренения благоприятствует росту побегов, а не росту корней, и может привести к получению проростков с тяжелой верхушкой, которые не подходят для суровых условий высаживания. Питательные вещества в избытке могут замедлить рост   или потребление других питательных веществ.  Кроме того, избыток ионов питательных веществ может продлить или ослабить рост, чтобы помешать необходимому развитию покоя и затвердению тканей, чтобы вовремя противостоять зимней погоде. 

### Типы, размеры и партии запасов
Размер посадочного материала обычно соответствует нормальной кривой при подъеме для посадочного материала. Ранты в нижней части шкалы обычно отбраковываются до произвольного предела, но, особенно среди подвоев с голыми корнями, диапазон размеров обычно значителен. Доббс (1976)  и МакМинн (1985a)  исследовали, как производительность ели белой с голой корневой системой 2+0 связана с различиями в исходном размере посадочного материала. Масса была пересортирована на крупную, среднюю и мелкую фракции по сырому весу. Мелкая фракция (20% исходного запаса) на момент высадки имела едва ли четверть массы сухого вещества крупной фракции. Десять лет спустя на скарифицированном участке сеянцы крупной фракции имели почти на 50 % больший объем стебля, чем сеянцы мелкой фракции. Без подготовки места крупный поголовье через 10 лет более чем в два раза превышал размер мелкого поголовья.

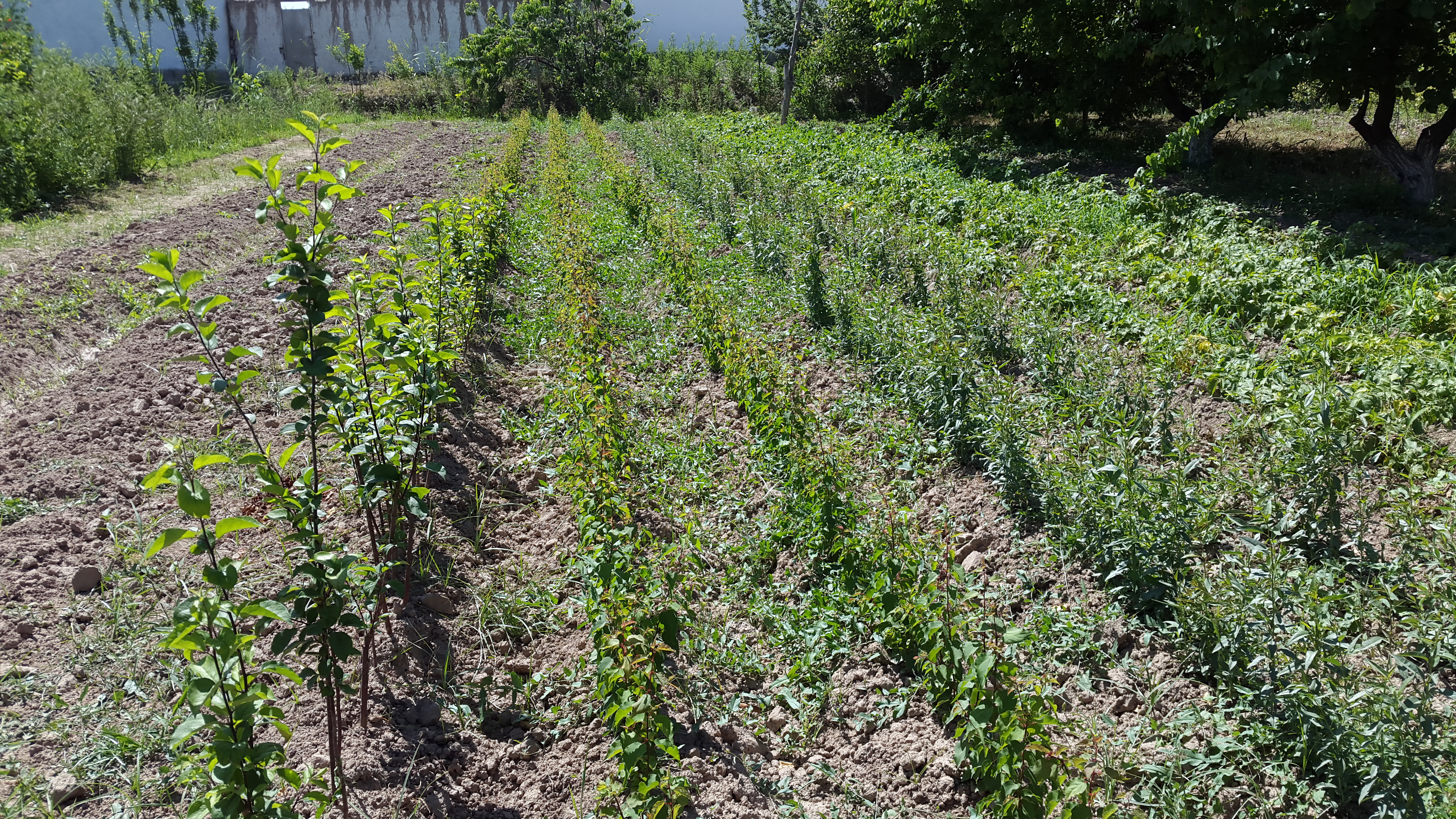
Питомник саженцев абрикоса

Аналогичные результаты были получены с реградированными трансплантатами 2+1, отобранными для определения способности к росту корней.   Крупный поголовье имел более высокий RGC, а также большую массу, чем мелкий поголовье.
Ценность крупного размера во время посадки особенно очевидна, когда аутпланты сталкиваются с сильной конкуренцией со стороны другой растительности, хотя высокая исходная масса не гарантирует успеха. То, что потенциал роста посадочного материала зависит не только от размера, кажется очевидным из незначительного успеха пересадки небольших саженцев 2+0 для использования в качестве 2+1 «восстановленных» саженцев.  Размер саженцев и рассады белой ели с голой корневой системой также оказал большое влияние на полевые показатели.
Патерсон и Хатчисон (1989) исследовали полевые показатели различных типов подвоя на плантациях Онтарио:  типы подвоя белой ели были 2+0, 1,5+0,5, 1,5+1,5 и 3+0. Питомник был выращен в древесном питомнике Мидхерст-Форест и тщательно обработан путем выдержки в 3 даты высадки, упаковки и горячей посадки в культивируемый суглинок, свободный от сорняков. Через 7 лет общая выживаемость составила 97%, без существенных различий в выживаемости между типами поголовья. Приклад 1,5+1,5 со средней высотой 234. см был значительно выше на 18-25%, чем другие типы подвоя. Ложа 1,5+1,5 также имела значительно большую dbh, чем другие типы ложи, на 30-43%. Лучший тип акции был 57 см выше и на 1 см больше в dbh, чем самый бедный. Дата подъема не оказала существенного влияния на рост или выживаемость.
Высокогорные участки в южных горах Британской Колумбии характеризуются коротким вегетационным периодом, низкими температурами воздуха и почвы, суровыми зимами и глубоким снегом. Lajzerowicz et al. сравнили выживаемость и рост ели Энгельмана и пихты субальпийской, пересаженных в 3 лесокультурных опытах на таких участках в промежутках разного размера. (2006).  Выживаемость через 5 или 6 лет снижалась с меньшими промежутками. Высота и диаметр также уменьшались с уменьшением размера зазора; средний рост был 50 см до 78 см через 6 лет, что соответствует ожидаемой высоте ели Энгельманна в исследовании высокогорных посадок на юго-востоке Британской Колумбии.  В более крупных промежутках (≥1,0 га) прирост высоты к 6-му году колебался от 10 см до 20 см. Лайзеррович и др. Пришел к выводу, что посадки хвойных на сплошных рубках на больших высотах в южных горах Британской Колумбии, вероятно, будут успешными даже вблизи границы леса; и системы лесоводства группового отбора, основанные на пропусках в 0,1 га и более, также могут быть успешными. Промежутки менее 0,1 га не обеспечивают подходящих условий для обеспечения адекватного выживания или роста высаженных хвойных деревьев.

### Посадочный материал
Посадочный материал, «саженцы, саженцы, черенки и иногда дикие растения для использования при посадке»  — это посадочный материал, подготовленный для высадки. Количество семян, используемых при выращивании саженцев белой ели и прямом посеве, зависит от метода.
Рабочее определение качества посадочного материала было принято на семинаре IUFRO по методам оценки качества посадочного материала в Новой Зеландии в 1979 г.: «Качество посадочного материала — это степень, в которой этот запас реализует цели управления (до или достижение определенных желаемых выгод) при минимальных затратах. Качество — это соответствие цели»  . Поэтому четкое определение целей является необходимым условием для любого определения качества посадочного материала.  Не только производительность должна быть определена, но производительность должна быть оценена в соответствии с целями управления.  Посадочный материал производится для реализации лесной политики организации.
Следует различать «качество посадочного материала» и «потенциал продуктивности посадочного материала» (ПППП). Фактическая производительность любой данной партии высаженного посадочного материала лишь частично определяется видом и состоянием, т. е. внутренним PSPP посадочного материала.

### Классификация по возрасту
Количество лет, проведенных на рассадном ложе той или иной партии посадочного материала, обозначается 1-м номером ряда. 2-я цифра указывает количество лет, проведенных впоследствии в линии трансплантации, а ноль показывается, если действительно не было трансплантации. Третье число, если таковое имеется, будет обозначать годы, потраченные впоследствии после второго подъема и пересадки. Числа иногда разделяются тире, но разделение знаком плюс более логично, поскольку сумма отдельных чисел дает возраст посадочного материала. Таким образом, 2+0 представляет собой 2-летний сеянец, который не был пересажен, а подвой Candy (1929)  белой ели 2+2+3 провел 2 года в семенном ложе, 2 года в линиях пересадки и еще 3 года в рассадных линиях после второй пересадки. Вариации включали такие не требующие пояснений комбинации, как 1½+1½ и т. д.

## Смотрите также
- Семенной сад